# Le Téléphone (opéra)
Pour les articles homonymes, voir Téléphone (homonymie).
Ou L'Amour à trois

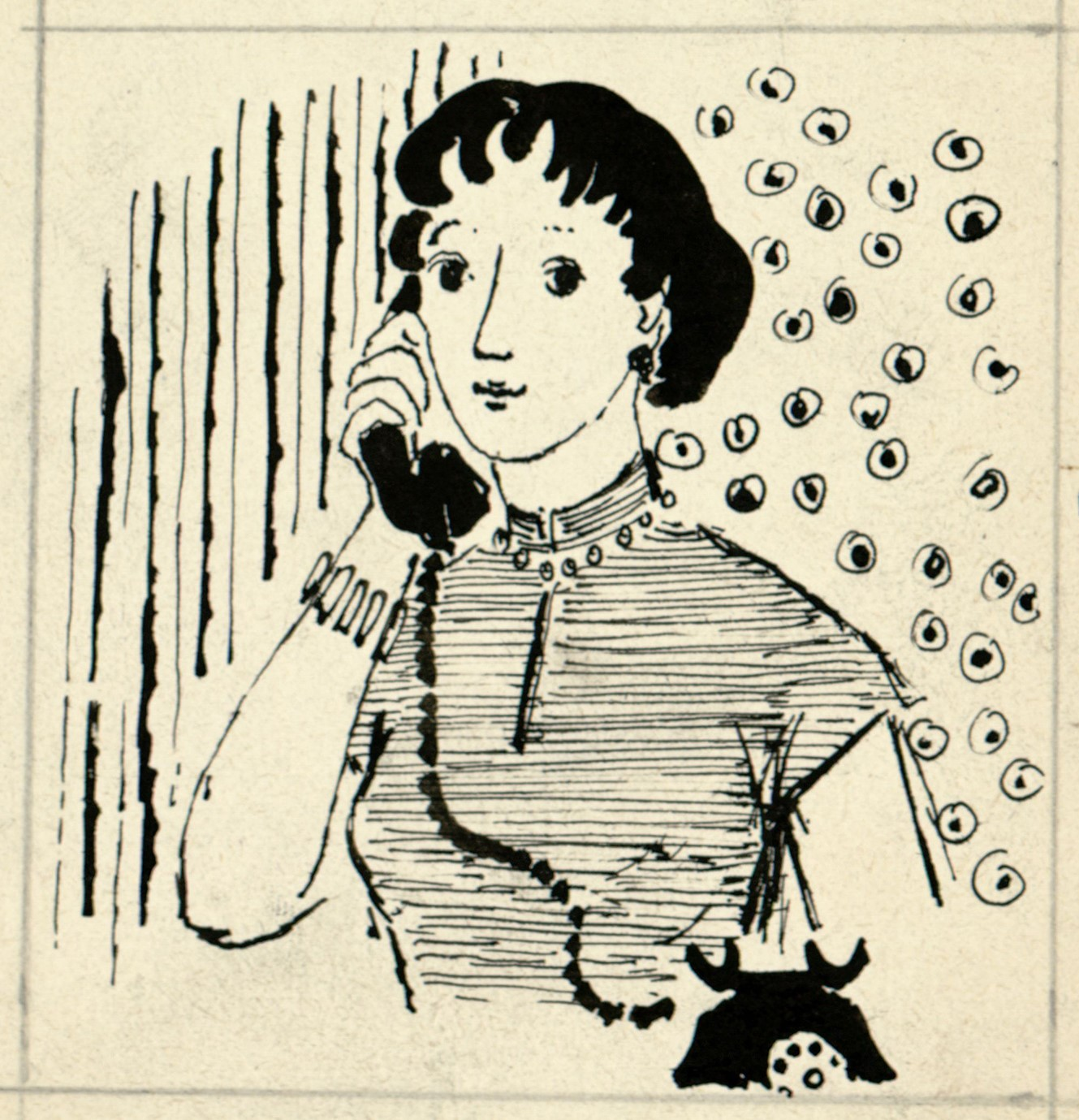
Illustration

Le Téléphone, ou L'Amour à trois est un opéra comique en un acte en anglais de Gian Carlo Menotti, qui a écrit paroles et musique. L'œuvre est composée pour une production du Ballet Society, institution crée en 1946. Le téléphone a d'abord été présenté en complément de soirée, avec une autre œuvre de Menotti, The Medium, au théâtre Heckscher à New York du 18 au 20 février 1947. La production de Broadway a lieu le 1er mai 1947, au Théâtre Ethel Barrymore. Le Metropolitan Opera l'a représenté le 31 juillet 1965.

## Rôles
The Telephone, or L'Amour à trois, 1947.
| rôle           | voix               | création, le 18 février 1947 (direction : Jascha Zayde) |
| -------------- | ------------------ | ------------------------------------------------------- |
| Lucy England   | soprano colorature | Marilyn Cotlow                                          |
| Ben Upthegrove | baryton            | Frank Rogier                                            |

La durée de l'œuvre est d'environ vingt minutes.

## Synopsis
Ben, portant un cadeau, vient rendre visite à Lucy à son appartement ; il veut la demander en mariage, avant qu'il parte en voyage. Malgré ses tentatives pour attirer l'attention, le temps de poser sa question, Lucy est occupée avec d'interminables conversations au téléphone. Entre ses appels, quand Lucy quitte la salle, Ben prend même le risque d'essayer de couper le cordon téléphonique, mais sa tentative échoue. 
Ne voulant pas rater son train, Ben laisse Lucie, sans lui demander sa main. Mais Ben fait une dernière tentative : il appelle Lucy à partir d'une cabine téléphonique et fait sa proposition. Elle consent et les deux se rejoignent dans un cadre romantique en duo sur la ligne téléphonique. Plein d'ironie, la fin de cet acte est savoureux. À la fin, Lucy s'assure que Ben se souvient de son numéro de téléphone lorsqu'il sera en voyage :
« Lucy — N'oubliez pas

Ben — Vos yeux ?

Lucy — Non

Ben — Vos mains ?

Lucy — Non

Ben — Vos lèvres ?

Lucy — Non

Ben — Quoi d'autre ?

Lucy — Mon numéro ! »

## Réception
L'opéra rencontre un vif succès dès le début, enchaînant plus de mille représentations au Théâtre Ethel Barrymore. Les critiques sont bonnes et sans restriction. Marc Pincherle écrit : « Dans l'entraînement de la première heure, j'ai écrit le mot de chef-d'œuvre. À la réflexion, je le maintiens ».

## Enregistrements
Disques
- Par les créateurs de l'opéra : Marilyn Cotlow, soprano ; Frank Rogier, baryton ; Columbia Concert Orchestra, dir. Emanuel Balaban (1947, CBS) — l'œuvre a aussi fait l'objet d'enregistrement pour la radio l'année suivante sous la direction d'Alfredo Antonini[6].

Film et vidéo
- En 1968, un film de l'opéra est réalisé pour les chaînes SFB/ORF, en allemand. Anja Silja et Eberhard Waechter incarnent le jeune couple. L'orchestre est dirigé par Wolfgang Rennert et la production dirigée par Otto Schenk.
- En 2004, un DVD ValMac Productions, est publié avec Valérie MacCarthy, soprano et Marco Nistico, baryton et Speranza Scappucci au piano.
- En 2006, un DVD paraît sous le label Decca réalisé par Video Artists International, avec Carole Farley et Russell Smythe dans les rôles et José Serebrier dirigeant le Scottish Chamber Orchestra. Ce DVD comprend également une interprétation de Francis Poulenc La voix humaine, dont l'histoire se déroule lors d'une conversation téléphonique. Ce DVD comprend le même couplage avec Poulenc que le précédent.